# Папа Јован X
Папа Јован X (умро 928.) је био 122. папа римокатоличке цркве од 914. до 928. године.

## Младост
Јованов отац такође се звао Јован. Рођен је у Борго Тосињану на реци Сантерно. Болоњски бискуп Петар IV поставио га је за ђакона. Привукао је пажњу Теодоре, супруге Теофилакта I од Тускулума, тада најмоћније личности у Риму. Лиутпранд од Кремоне наводи да је Јован био њен љубавник. Папа Сергије III поставио га је 905. године за архиепископа Равене, такође присталице Теофилакта и Теодоре. Као равенски архиепископ, Јован је током осам година са папом Сергијем помагао Беренгару Фурланском да се крунише за светоримског цара и да свргне Луја Слепог. Такође се морао бранити од узурпатора који су покушали да преузму његову архиепископску столицу. Након смрти папе Ланда (о чијем кратком понтификату, 913-4, готово да и нема података), Теофилакт је позвао Јована у Рим да преузме упражњено папско место. Лиутпранд пише да је Теодора лично интервенисала да њен љубавник постане папа. Још један од разлога због којих је Јован дошао на престо јесте непријатељски став кога је заузео према политици папе Формоза. Због тога је критикован од стране савременика, али је његов положај био сигуран током Теофилактове владавине.

## Понтификат
Први задатак са којим се нови папа суочио била је претња Арабљана који су из свог упоришта на реци Гариљано предузимали нападе ка северу. Ландулф I од Беневента саветован је од папе да тражи помоћ од Византијског царства. Сам папа радио је на стварању коалиције против Арабљана. Слао је позиве у помоћ Беренгару, разним италијанским кнезовима, па чак и Цариграду. Резултат је стварање хришћанског савеза, претече крсташких ратова који су избили у наредном веку. Вође коалиције били су: Ландулф, стратег Барија Никола Епигинглис, Јован I и Доцибил I од Гаете, Гргур и Јован II Напуљски, Гај II од Салерна. Беренгар је довео трупе из северне Италије. Папа Јован лично је учествовао у рату, уз војводу Алберта I од Сполета. У бици на Гариљану хришћанска коалиција однела је велику победу и отклонила је опасност од Сарацена.
Трупе су потом пружиле помоћ Беренгару у његовој борби против Луја Светог. Беренгар је 915. године ушао у Рим где је имао подршку Теофилакта и папе Јована. Крунисан је за римског цара 3. децембра у базилици Светог Петра. Међутим, Беренгар је збачен од стране коалиције италијанских принчева 923. године. Две године касније умрли су Теофилакт и Алберт од Сполета. У року од три године папа Јован је изгубио најмоћније заштитнике. Јован је остао незаштићен од Теофилактове ћерке, Марозије, која је према речима Лиутпранда из Кремоне била љута због Јованове везе са њеном мајком. Јован је стао под заштиту Ига од Провансе. Убрзо по крунисању Ига за италијанског краља дошло је до састанка папе и Ига у Мантови. Закључена је нека врста уговора којим се Иго обавезао да брани папске интересе у Риму. Међутим, због сукоба са Рудолфом II од Бургундије, Иго није био у позицији да помогне Јовану. Уследио је период анархије у Италији који је трајао неколико година. Марозија се у међувремену удала за Гаја од Тоскане. Отпочела је борба за власт у Риму између њих и папе Јована и Петра, новог војводе Сполета, наследника Алберта. Петар је приморан да се повуче из Италије и тражи помоћ Мађара. Они су му помогли да се врати у Рим.

### Однос са Цариградом
Иако заузет проблемима у самој Италији, Јован је активно учествовао у црквеним питањима широм Европе. Он је 920. године од византијског цара Романа I Лакапина и његовог штићеника Константина Порфирогенита, као и од цариградског патријарха Николе Мистика, тражио да се оконча црквени раскол који је настао још током понтификата папе Сергија III који је дозволио склапање петог брака византијског цара Лава Мудрог. Исту титулу носио је и српски владар Захумља, Михаило Вишевић. Стога је он први српски владар који је носио краљевску титулу. Није познато да ли ју је добио од папе, али ју је сигурно добио од некога са запада. Папа Јован је настојао да врати јурисдикцију папства над Далмацијом која није постојала од времена владавине византијског цара Лава III (717-741). Резултат његових тежњи је сабор у Сплиту из 926. године којим је папа испунио своје намере. Забрањена је миса на словенском језику успостављена током делатности Ћирила и Методија (глагољаши). Одлуке сабора послае су у Рим Јовану на потврду. Папа је потврдио све одлуке сем оном којом се поставља хрватски бискуп Нина од стране надбискупа Спалатра. Овај проблем решио је Јованов наследник Лав. Папа Јован X године 914, писмима упућеним хумском жупану Михаилу и поданицима, саветује да се деца уче на латинском језику и да се у цркве уводи латинска литургија уместо словенске.
Папи Јовану обратио се бугарски цар Симеон I нудећи му да се одрекне врховне црквене власти цариградског патријарха и да своју државу стави под црквену јурисдикцију папства. Јован му је послао два легата. Папа је Симеону потврдио царску титулу, а његови легати крунисали су Симеоновог наследника Петра I за цара (927). Јован је послао изасланике који су деловали као посредници у измирењу Бугара и Хрвата. Договор није постигнут што је довело до неуспешног похода Алогоботура.

### Западна Европа
Јован је био активан и у западној Европи. Још на почетку свог понтификата дао је подршку Конраду I Немачком у борбама против немачких кнезова. Послао је папског легата који је наредио противницима Конрада да изађу пред папу Јована у Рим под претњом екскомуникације. Папа Јован је 920. године позван од стране Карла Простог да интервенише у Лијежу јер се Карлов кандидат, бискуп Хилдуин, окренуо против њега и подржао Гилберта од Лорене у побуни против краља. Карло је покушао да Хилдуина замени другим кандидатом. Јован је овојицу позвао у Рим где је донео одлуку да Хилдуина замени Ришер. Јован је протестовао када је Херберт II од Вермандоа заробио Карла Простог. Херберт је његове протесте игнорисао. Јован је слао савете норманском владару Ролону који је током понтификата његовог претходника прешао у хришћанство. Подржавао је монашки покрет опатије Клини интервенишући у корист опатије код француског краља Рудолфа. Јован је 924. године послао легата Занела у Шпанију да истражи мозарапски обред. Папа је одобрио нови хришћански обред. Током Јовановог понтификата велики број ходочасника је из Енглеске дошао у Рим. Међу њима је и надбискуп Кентербертија, Вулфхелм. Године 924. краљ Етелстан Сјајни је послао једног од својих племића, Алфреда, у Рим под оптужбом за заверу да се краљ ослепи. Алфред је пред папом требало да да заклетву којом би се ослободио оптужбе. Умро је у Риму.

## Свргавање и смрт
Борба са Марозијом и Гајем од Тоскане достигла је врхунац 928. године. Гај је извршио напад на Латеранску палату у коме је Петар од Сполета заробљен. Исечен је на комаде пред очима свог брата. Папа Јован бачен је у тамницу где је провео остатак живота. Постоје две верзије о његовој смрти. Прва је да је удављен у тамници у року од пар месеци. Друга је да је умро 929. године природном смрћу.